# Stridsfordon

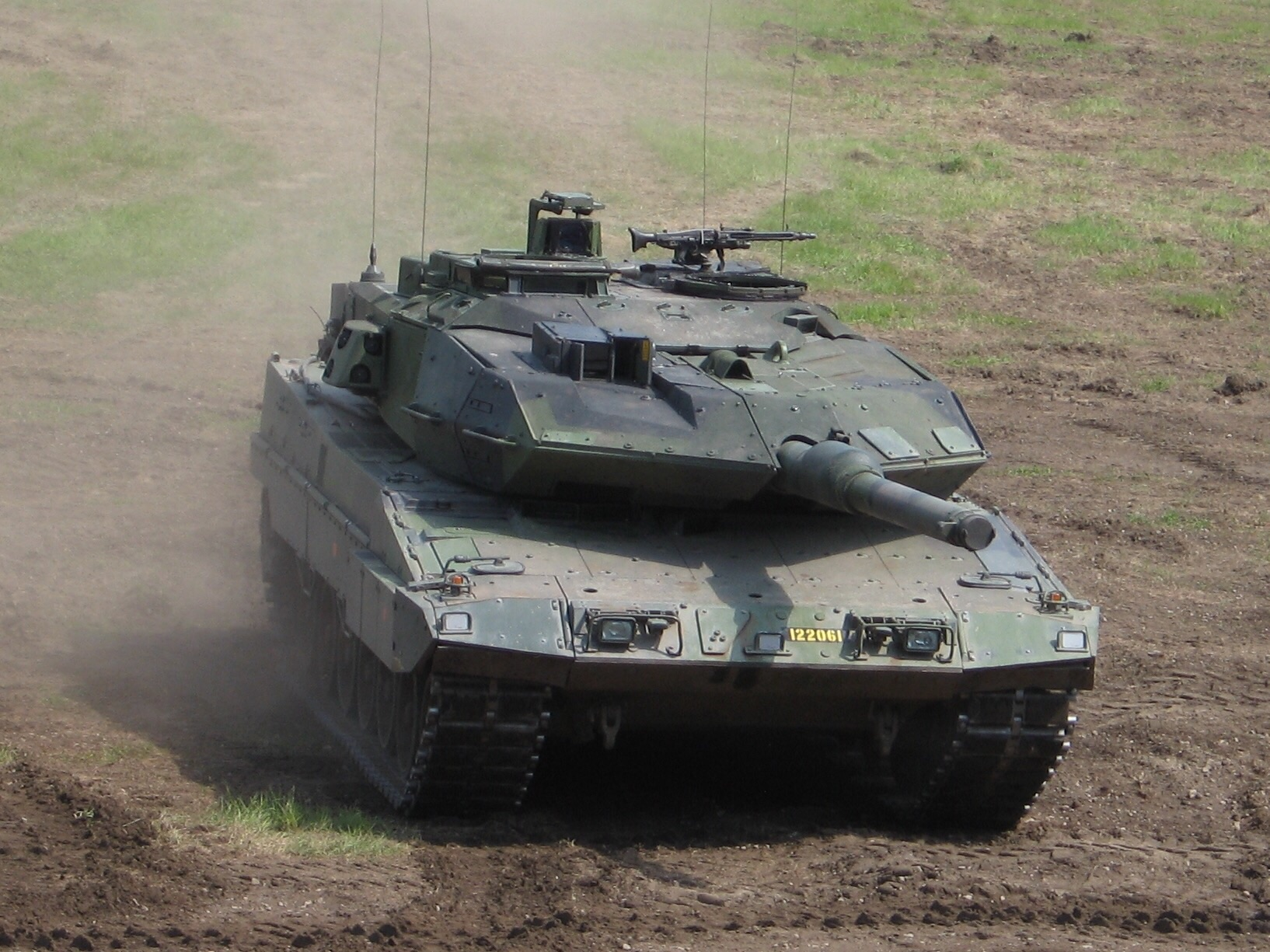
Svensk Stridsvagn 122, Leopard 2

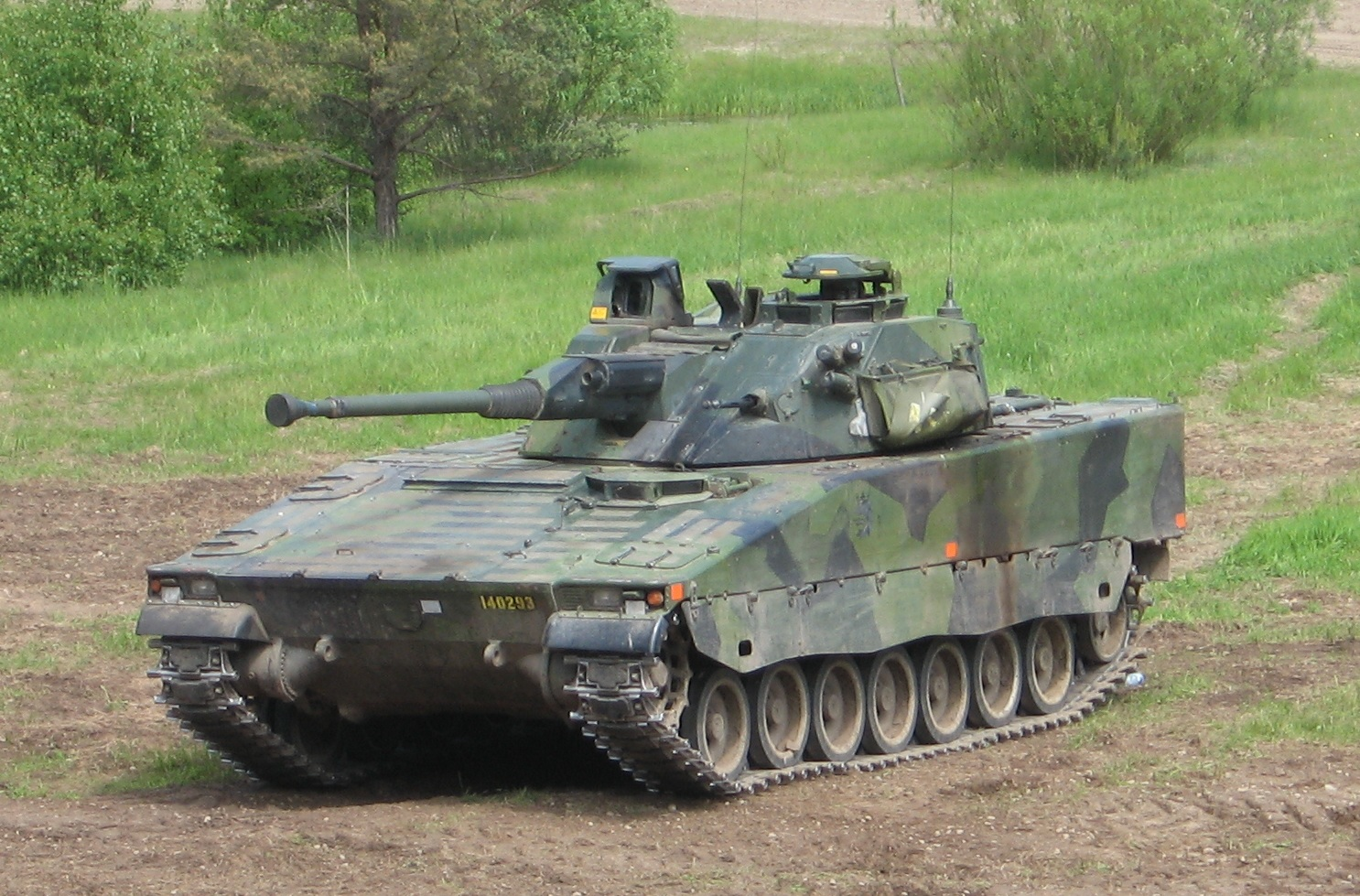
Svenskt Stridsfordon 90

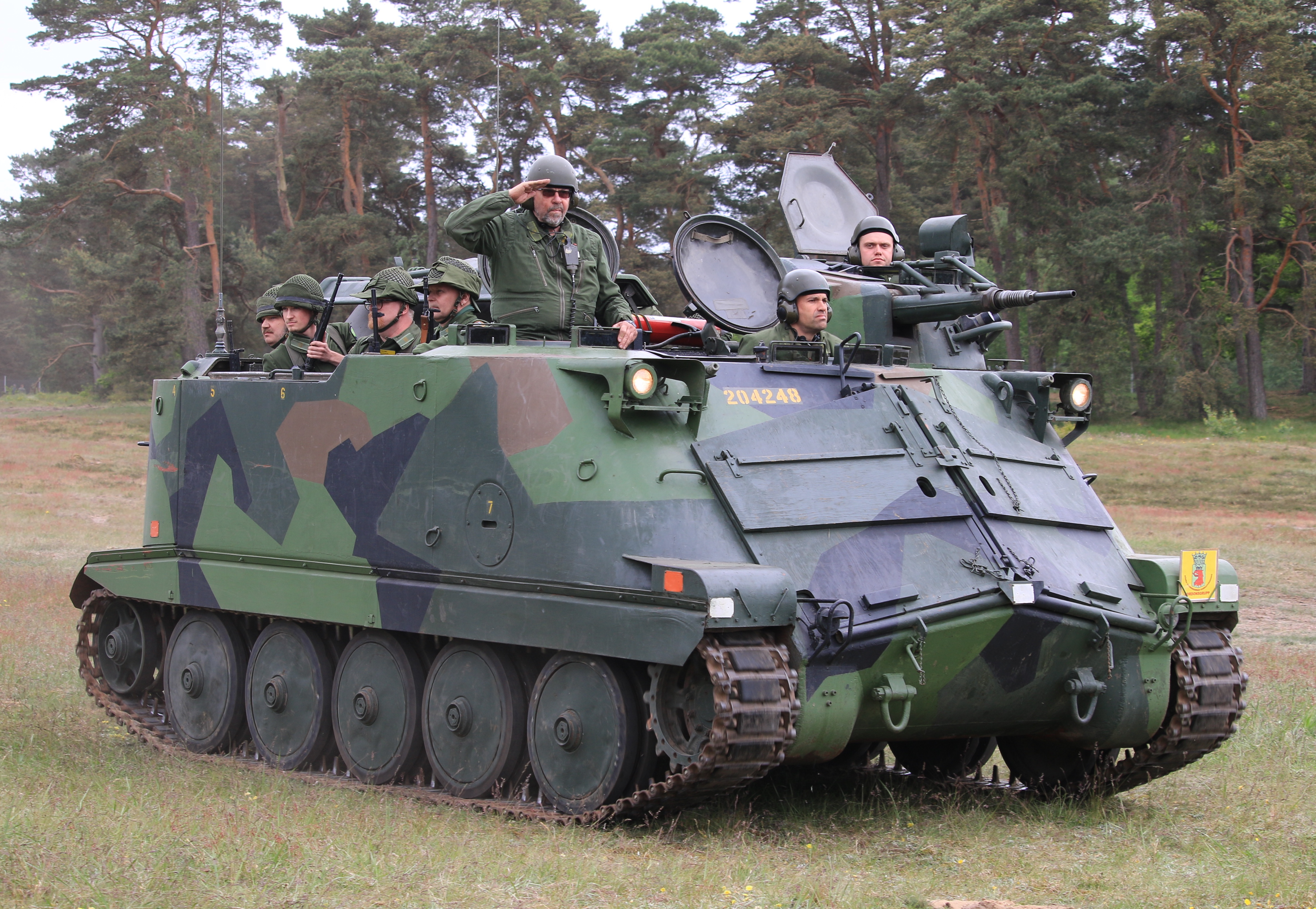
Svensk Pansarbandvagn 302

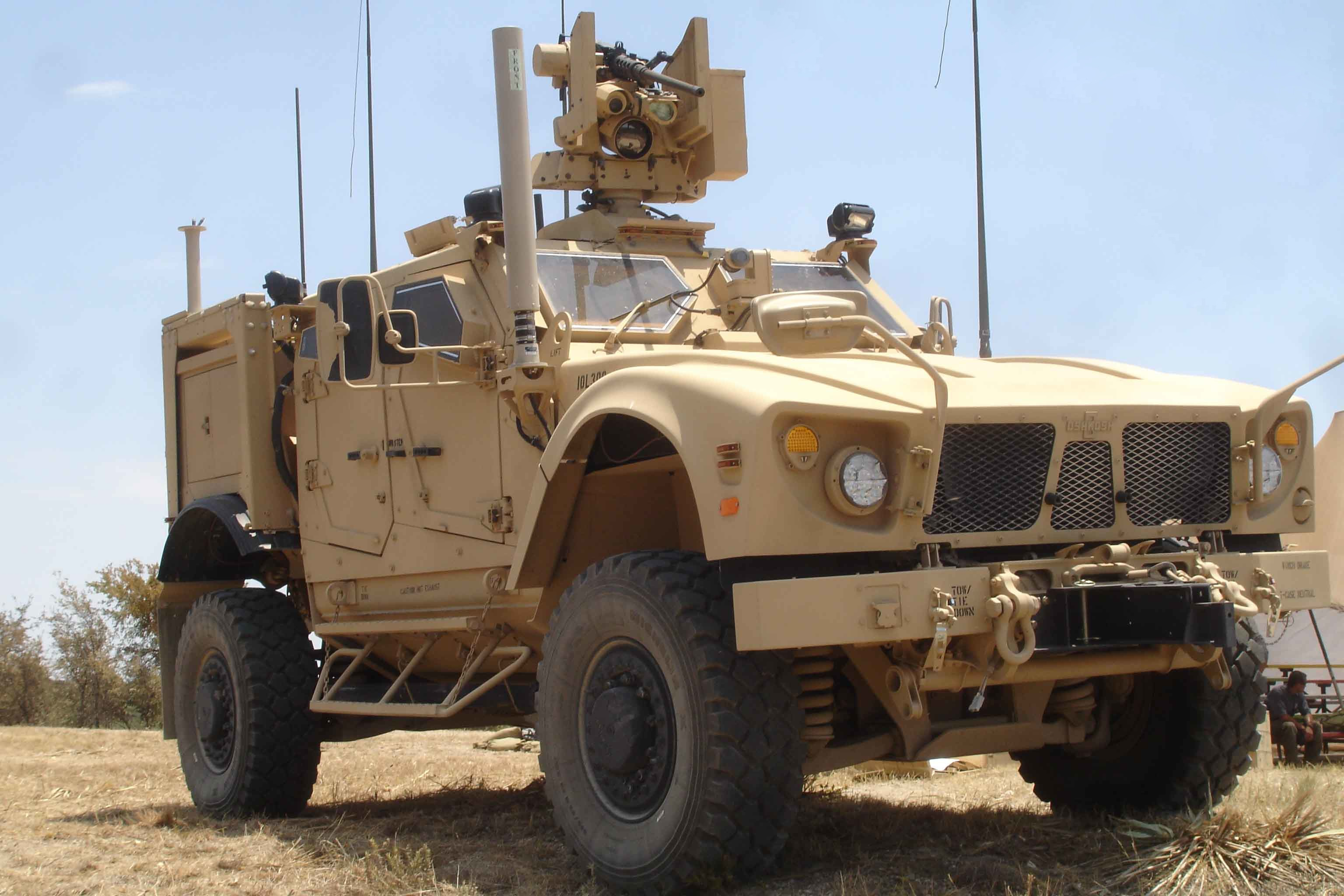
Modernt stridsfordon bestående av en minskyddad terrängbil, en amerikansk Oshkosh M-ATV, med kulspruta.

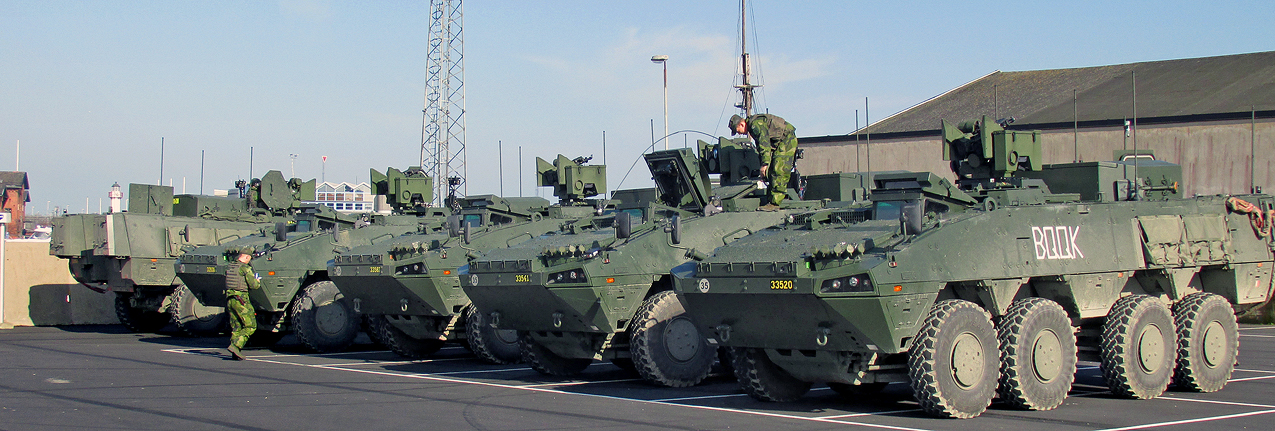
Pansarterrängbil 360, Patria AMV, under en övning i Ystad 2015.

Stridsfordon är ett samlingsbegrepp för alla typer av markfordon ämnade för deltagande i strid, till exempel stridsvagn, pansarskyttefordon och pansarbil. För flygande och sjögående farkoster används motsvarande samlingsbegrepp, till exempel: stridsflygplan, stridshelikopter och stridsfartyg.
Sedan slutet av 1970-talet används begreppet också för en speciell stridsfordonstyp, som i grunden är ett pansarskyttefordon som försetts med så kraftig beväpning att det kan bekämpa andra pansrade fordon. 

## Historik

### Antika stridsfordon
Huvudartikel: Häststridsvagn

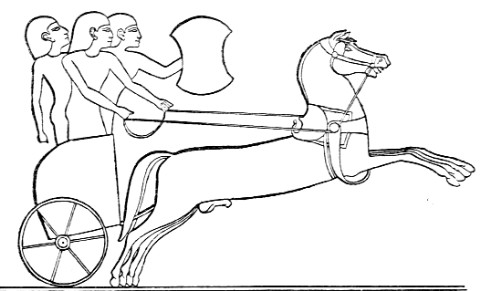
Egyptisk relief av en hettitisk häststridsvagn.

De första stridsfordonen utvecklades sannolikt i Mesopotamien cirka 2600 före Kristus. De var hästdragna stridsvagnar försedda med någon form av skydd och med plats för en kusk samt en eller flera bågskyttar eller spjutbärare.

### Moderna stridsfordonen
- Huvudartiklar: Pansartåg, Pansarbil och Stridsvagn

Stridsfordonens historia i modern tid började med pansartåg, vilka utvecklades redan under mitten av 1800-talet. Dessa var tåg, som beväpnats och bepansrats för att kunna delta i strid. De förfinades, och vid 1900-talets bygga särskilda pansartåg med kanontorn och eget pansarskytte. Vid 1900-talets början togs också pansarbilen.
Under första världskriget genomgick stridsfordonen en genomgripande utveckling, då Storbritannien satte in de första landskeppen i syfte att bryta genom de tyska skyttegravssystemen. Dessa landskepp blev de första stridsvagnarna, vilka blev bas den fortsatta utvecklingen av stridsfordon.
Under mellankrigstiden utvecklades de taktiska metoderna för hur stridsfordon kan användas på slagfältet och samordnas med andra vapensystem. Under slutet av andra världskriget utgjorde stridsfordonen en avgörande del av de krigförandes arsenal. Utan stridsfordon kunde man generellt inte genomföra anfall i större skala utan fick tillämpa en defensiv taktik.

## Nutida strid
För strid används numera i huvudsak de två typerna stridsvagnar och pansarskyttefordon. Stridsvagnens huvuduppgift är att bekämpa fiendens stridsfordon, medan pansarskyttefordonens huvuduppgift är att transportera trupp fram till anfallsmålet och därefter ge eldunderstöd.

## Typer av stridsfordon
- Stridsvagn
- Pansarvärnskanonvagn
- Infanterikanonvagn
- Luftvärnskanonvagni
- Pansarskyttefordon
- Pansarbil
- Pansartåg